# Titularbistum Cnidus
Cnidus (ital.: Cnido) ist ein Titularbistum der römisch-katholischen Kirche. 
Es geht zurück auf einen untergegangenen Bischofssitz in der antiken Stadt Knidos in der kleinasiatischen Landschaft Karien. Der Bischofssitz war der Kirchenprovinz Stauropolis zugeordnet.
| Titularbischöfe von Cnidus |             |                                            |                  |               |
| Nr.                        | Name        | Amt                                        | von              | bis           |
| 1                          | Jan Vos MHM | Apostolischer Vikar von Kuching (Malaysia) | 14. Februar 1952 | 29. Juni 1973 |